# Homoderus mellyi mellyi
Homoderus mellyi mellyi es una subespecie de coleóptero de la familia Lucanidae.

## Distribución geográfica
Habita en Guinea, Sierra Leona, Togo, Costa de Marfil y Nigeria.